# Educação na Bélgica

Os diferentes níveis de educação em Flanders

A educação na Bélgica é regulada e, em sua maior parte, financiada por, uma das três comunidades: flamenga, francesa e germanófona. Todas as três comunidades possuem um sistema unificado de escolas com poucas diferenças entre uma comunidade e outras. O governo nacional possui um papel muito pequeno: diretamente, decide a idade de educação compulsória, e indiretamente, financia as comunidades.
As escolas podem ser divididas em três grupos ((em neerlandês:  netten; em francês:  réseaux):
1. Escolas pertencentes as comunidades (GO! Onderwijs van de Vlaamse gemeenschap; réseau de la Communauté française)
2. Escolas públicas subsidiadas (officieel gesubsidieerd onderwijs; réseau officiel subventionné), organizadas por províncias e municipalidades
3. Escolas livres subsidiadas (vrij gesubsidieerd onderwijs; réseau libre subventionné), em sua maioria organizadas de acordo com a organização afiliada a igreja católica.

O terceiro tipo é o maior grupo, tanto em número de escolas como em número de estudantes.
A educação na Bélgica é compulsória de seis a dezoito anos. Educação privada doméstica é possível, e essa quantidade tem crescido lentamente. Para o ano 2005-2006, o número de crianças estudando em casa em Flanders subiu de 580 para mil.
No PISA 2003 da OCDE, os estudantes belgas obtiveram uma nota relativamente alta. Os resultados da comunidade flamenga foram significativamente maiores que os dos estudantes da comunidade germanófona, que por sua vez foram significativamente maiores que os da comunidade francesa.

## História
No passado havia conflitos entre as escolhas do governo e as católicas, e disputas se as católicas deveriam ser financiadas pelo governo. O 1958 School Pact foi um acordo dos três maiores grupos políticas para acabar com esses conflitos.
A reforma nacional de 1981 transferiu alguns assuntos do nível nacional para o nível das comunidades. Alguns anos depois, em 1988, a maior parte das questões educacionais foram transferidas. Atualmente, apenas poucas questões gerais são reguladas a nível nacional. Os atuais ministérios da educação são o Governo flamengo, o Governo da comunidade francesa e  o Governo da comunidade germanófona para cada comunidade respectivamente. Bruxelas, sendo bilingue Francês-Holandês, possui escolas da comunidade francesa e flamenga. Municipalidades com instalações linguísticas geralmente possuem escolas de duas comunidades (Holandês-Francês ou Alemão-Francês).

## Estágios da educação
Os diferentes estágios da educação são os mesmos em todas as comunidades:
- Educação básica (em neerlandês:  basisonderwijs; em francês:  enseignement fondamental), consistindo em
  - Pré-escola (kleuteronderwijs; enseignement maternel): 0-6 anos
  - Educação primária (lager onderwijs; enseignement primaire): 6-12 anos
- Educação secundária (secundair onderwijs; enseignement secondaire):
- Educação superior (hoger onderwijs; enseignement supérieur)
  - Universidade (universiteit; université)
  - Politécnico ou universidade vocacional (hogeschool; haute école)

## Pré-escola
As pré-escolas gratuitas (em neerlandês:  kleuteronderwijs; em francês:  enseignement maternel; em alemão:  Kindergarten) estão disponíveis para todas as crianças com idade a partir de dois anos e seis meses. Na maioria das escolas a criança pode começar a estudar assim que eles atingem essa idade, então o tamanho das turmas para as crianças mais jovens aumenta com o decorrer do ano. Na região flamenga, as datas de início estão limitadas a seis por ano, após o período de feriado escolar e o primeiro dia escolar em fevereiro.
O objetivo da pré-escola é desenvolver, de um modo divertido, as habilidades cognitivas da criança, sua capacidade de se expressar e comunicar, sua criatividade e independência. Não há nenhuma aula ou tarefa formal, e tudo é feito de um modo divertido.
Apesar de não ser compulsória, mais de 90% de todas as crianças nessa idade atendem a uma prê-escola.
A maioria das pré-escolas estão ligadas a uma escola primária específica. Pré-escolas e escolas primárias geralmente compartilham prédios e outras instalações. Algumas escolas oferecem educação pré-primária especial para crianças com deficiência ou outras necessidades especiais.

## Escola primária
A escola primária (em neerlandês:  lager onderwijs; em francês:  enseignement primaire; em alemão:  Grundschule) consiste em seis anos e os assuntos dados geralmente são os mesmos em todas as escolas. A educação primária é gratuita e a idade é o único requisito para entrada.
A educação primária é dividida em três ciclos (em neerlandês:  graden; em francês:  degrés):
- Primeiro ciclo (ano 1 e 2)
- Segundo ciclo (ano 3 e 4)
- Terceiro ciclo (ano 5 e 6)

A educação nas escolas primárias é bem tradicional: se concentra na leitura, escrita e matemática básica, mas também atinge um conjunto bem amplo de tópicos (biologia, música, religião, história, etc.). As escolas geralmente começam as 8:30 e terminam as 15:30, com intervalo para almoço de 12:00 as 13:30. Quarta a tarde, sábado e domingo são livres. Enquanto as aulas da manhã se focam na leitura, escrita e matemática básica, as aulas da tarde são sobre os outros tópicos ou atividades "faça você mesmo".
Escolas flamengas em Bruxelas e algumas municipalidades próximas as fronteiras linguísticas devem oferecer aula de francês a partir do primeiro ou segundo ano. Algumas escolas flamengas oferecem francês no terceiro ciclo, algumas destas também oferecendo aula de francês opcional no segundo ciclo. Escolas primárias na comunidade francesa devem ensinar uma língua estrangeira, geralmente holandês ou inglês, dependendo da escola. Escolas primárias da comunidade alemã devem ensinar francês.
Há também algumas escolas privadas criadas para servir várias comunidades internacionais na Bélgica (exemplo, filhos de marinheiros ou diplomatas europeus), principalmente em torno das grandes cidades. Algumas escolas oferecem educação primária especial para crianças com deficiência ou outras necessidades especiais.

## Educação secundária
Ao se graduar da escola primária por volta dos doze anos, os estudantes entram na educação secundária. Nesse estágio eles devem escolher o curso que desejam seguir, dependendo de suas habilidades e interesses.
A educação secundária consiste em três ciclos (em neerlandês:  graden; em francês:  degrés):
- Primeiro ciclo (ano 1 e 2)
- Segundo ciclo (ano 3 e 4)
- Terceiro ciclo (ano 5 e 6)

A educação secundária belga dá aos alunos mais opções conforme entram em um ciclo maior. O primeiro ciclo cobre uma ampla base geral, com apenas algumas poucas opções para escolher (como Latin, matemática adicional, tecnologia). Isso deve permitir aos alunos se orientarem no melhor modo possível para os vários cursos disponíveis nos ciclos seguintes. O segundo e terceiro ciclo são muito mais específicos em cada uma das possíveis direções. Enquanto os alunos mais jovens podem escolher no máximo duas ou quatro horas por semana, os alunos mais velhos tem a oportunidade de escolher entre diferentes "menus": como Matemática-Ciência, Sociologia-Línguas, ou Latim-Grego. Eles podem então escolher a maior parte do tempo que eles passam na escola. No entanto, algumas aulas principais são obrigatórias, como a primeira língua e esporte, etc. Essa mistura entre aulas obrigatórias e opcionais agrupadas em menus torna possível manter a estrutura de classes mesmo entre os estudantes mais velhos.

### Estrutura
As escolas secundárias são divididas em quatro tipos gerais. Cada tipo consistem em um conjunto de diferentes direções que podem variar de escola para escola. Os tipos gerais são:
- Educação secundária geral (em neerlandês:  Algemeen Secundair Onderwijs; ASO; em francês:  Enseignement Secondaire général. Cerca de 40% de todos os estudantes).[6]): Uma educação geral bem ampla, preparando para a educação superior. Quando os alunos completam todos os seis anos, se espera que eles continuem os estudos (exemplo: universidade ou colégio). O mercado de trabalho considera um diploma ASO por si só como inútil, então o estudo continuado para a educação superior é não apenas esperado como necessário para se conseguir um trabalho. Possíveis direções incluem (eventualmente combinações de): grego antigo e latin, línguas modernas (principalmente francês e holandês, inglês e uma escolha entre espanhol e alemão), ciências (química, física, biologia e geografia), matemática, economia, e ciências humanas (psicologia, sociologia, mídia).
- Escola secundária técnica (em neerlandês:  Technisch Secundair Onderwijs; TSO; em francês:  Enseignement Secondaire technique. Cerca de 30% de todos os alunos). A TSO é dividida novamente em dois grupos de educação: TTK e STK. Os cursos TTK se focam mais no aspecto técnico, os cursos STK se focam mais nos assuntos práticos. Ambos oferecem educação geral em matemática, línguas, história, ciência, e geografia, mas a maioria não no mesmo nível que os cursos ASO. As aulas possuem menos teoria, mas uma aproximação mais técnica e prática. Uma vez que os alunos completam os seis anos, eles estão ou prontos para o mercado de trabalho (principalmente os cursos STK) ou continuam os estudos (principalmente os cursos TTK). O estudo continuado pode ser um sétimo ano de especialização (na maioria são alunos STK que seguem essa opção), estudos bacharelado ou mesmo estudos de mestrado. Possíveis direções incluem várias direções relacionadas a administração de negócios, ICT prático, turismo, saúde, ensino, mercado, engenharia prática, comunicações, ...
- Educação secundária vocacional (em neerlandês:  Beroepssecundair Onderwijs; BSO; em francês:  Enseignement Secondaire professionnel. Cerca de 30% de todos os alunos): Uma educação muito prática e muito específica para o trabalho. Ao término, várias direções oferecem um sétimo, as vezes oitavo, ano de especialização. Possíveis direções incluem carpintaria, mecânica de carros, ourives, masonaria, ... BSO é o único tipo de educação secundária que não qualifica os alunos para seguir a educação superior. Se os alunos escolhem seguir um sétio (ou oitavo) ano, ele recebe um diploma do mesmo nível que um TSO, que o permite seguir a educação superior.
- Educação secundária artística (em neerlandês:  Kunstsecundair onderwijs; KSO; em francês:  Enseignement Secondaire artistique. Cerca de 2% de todos os alunos.): Essas escolas ligam a educação secundária geral com uma prática artística ativa, variando de performance a apresentação. Dependendo da direção, vários assuntos podem ser apenas teóricos, preparando para uma educação superior. Direções incluem dança (escola de balé), atuação, e várias artes gráficas e musicais. Muitos alunos graduados dessas escolas vão para conservatórios musicais, escola superior de atuação ou balé, ou colégios de arte para desenvolver mais a sua arte.

Estudantes com deficiência ou outras necessidades especiais podem seguir a Educação secundária especial (em neerlandês:  Buitengewoon Secundair Onderwijs; BuSO; em francês:  Enseignement Secondaire spécial), de diferentes tipos.

## Educação superior
A educação superior na Bélgica está presente nas duas principais comunidades, a comunidade flamenga e francesa. Alunos da comunidade germânica tipicamente se matriculam nas instituições da comunidade francesa ou na Alemanha.

### Ingresso nas universidades e colégios
Na Bélgica qualquer pessoa com um diploma qualificado da educação secundária pode se matricular em qualquer instituição de educação superior de sua escolha. As quatro principais exceções a essa regra são os que desejam um diploma em:
- Medicina / Dentista: estudantes devem realizar um exame de admissão organizado pelo governo. Esse exame foi introduzido na década de 1990 para controlar o influxo de estudantes. O exame verifica o conhecimento de ciência, a habilidade de pensar em termos abstratos (teste de QI) e sua aptidão psicológica para se tornar um médico. Esse exame atualmente só é realizado em Flanders, não existindo mais nas universidades da comunidade francesa.
- Artes: exames de admissão para os programas de arte são principalmente de natureza prática, e organizados pelos colégios individualmente.
- Ciências de engenharia: levando ao diploma de Master of Science (holandês: Burgerlijk ingenieur, francês: Ingénieur Civil), essas instituições tem uma longa tradição de requerer um exame de admissão (focado principalmente em matemática); esse exame foi abolido na comunidade flamenga mas ainda é organizado na comunidade francesa.
- Ciências de administração: levando ao diploma de mestrado ou Master in Business Administration, essas escolas organizam testes de admissão que focam na motivação individual e conhecimento de um domínio especializado. Por exemplo, o programa de mestrado em gestão financeira requer conhecimento prévio nos tópicos de finanças corporativa.